# Aspinothoracidi
Los aspinotorácidos (Aspinothoracidi) son un clado extinto de placodermos, peces acorazados que fueron diversos durante el período Devónico. El gran superdepredador Dinichthys, es el miembro mejor conocido de este grupo. Muchas especies que se creía anteriormente que eran parientes cercanos de Dinichthys fueron agrupados en la familia Dinichthyidae, aunque los estudios más recientes han restringido a esta familia a su especie tipo.

## Géneros
Los géneros reconocidos para este grupo son:
- Bruntonichthys
- Bullerichthys
- Dinichthys
- Gorgonichthys
- Hadrosteus
- Heintzichthys (incluyendo a Stenognathus)
- Holdenius
- Hussakofia (incluyendo a Brachygnathus)
- Kianyousteus
- Squamatognathus